# Пшехлево (гміна)
Гміна Пшехлево (пол. Gmina Przechlewo) — сільська гміна у північній Польщі. Належить до Члуховського повіту Поморського воєводства.
Станом на 31 грудня 2011 у гміні проживало 6308 осіб.

## Територія
Згідно з даними за 2007 рік площа гміни становила 243.88 км², у тому числі:
- орні землі: 35.00%
- ліси: 52.00%

Таким чином, площа гміни становить 15.49% площі повіту.

## Населення
Станом на 31 грудня 2011:
| Опис     | Загалом | Загалом | Чоловіки | Чоловіки | Жінки | Жінки |
| -------- | ------- | ------- | -------- | -------- | ----- | ----- |
| одиниця  | осіб    | %       | осіб     | %        | осіб  | %     |
| все      | 6308    | 100     | 3165     | 50.17    | 3143  | 49.83 |
| міське   | 0       | 100     | 0        |          | 0     |       |
| сільське | 6308    | 100     | 3165     | 50.17    | 3143  | 49.83 |

## Сусідні гміни
Гміна Пшехлево межує з такими гмінами: Жечениця, Конажини, Кочала, Ліпниця, Члухув.